# Толбазы (Кушнаренковский район)
Толбазы (баш. Талбазы) — деревня в Кушнаренковском районе Республики Башкортостан Российской Федерации. Входит в состав  Карача-Елгинского сельсовета.

## География

### Географическое положение
Расстояние до:
- районного центра (Кушнаренково): 27 км,
- центра сельсовета (Карача-Елга): 6 км,
- ближайшей ж/д станции (Уфа): 85 км.

## История
До упразднения уездно-губернского деления была в составе Московской волости.

## Население
| 2002 | 2009 | 2010 |
| ---- | ---- | ---- |
| 403  | ↗405 | ↘362 |

Национальный состав
Согласно переписи 2002 года, преобладающие национальности — башкиры (60 %), татары (38 %).

## Инфраструктура
Личное подсобное хозяйство с зоной сельскохозяйственного использования, индивидуальная застройка усадебного типа.
СОШ д. Толбазы.

## Транспорт
Деревня доступна автотранспортом. Толбазы (Кушнаренковский район)| (}}».

## Религия
В деревне есть мечеть.